# Clorur de tris(bipiridil)ruteni(II)
El clorur de tris(2,2'-bipiridina)ruteni(II) o clorur de tris(bipiridil)ruteni(II) és un compost de coordinació amb la fórmula [Ru(bipy)₃]Cl₂.

## Síntesi i estructura
Aquesta sal es prepara tractant una dissolució aquosa de clorur de ruteni (III) amb 2,2'-bipiridina. En aquesta conversió el Ru(III) és reduït a Ru(II), utilitzant àcid hipofosforós com a agent reductor.
El [Ru(bipy)₃]2+ és un complex de coordinació octaèdric. El complex és quiral, amb una simetria D₃.

## Fotoquímica del [Ru(bipy)₃]2+
El [Ru(bipy)₃]2+ absorbeix llum visible i llum ultraviolada. Una dissolució aquosa absorbeix a 452 ±3 nm, amb un coeficient d'extinció d'11.500 M-1cm-1. Les dissolucions de l'estat excitat corresponent tenen un temps de vida comparaivament llarg de 890 ns en acetonitril i 650 ns en aigua. L'estat excitat relaxa a l'estat fonamental amb l'emissió d'un fotó a la longitud d'ona de 600 nm.